# دينو لومباردي
دينو لومباردي (بالإيطالية: Dino Lombardi)‏ مواليد 10 مايو 1990 في بينيفنتو، هو متسابق دراجات نارية إيطالي. نافس في سباقات بطولة العالم لفئة 125 سي سي. كما شارك في بطولة العالم للسوبرسبورت.

## روابط خارجية
- دينو لومباردي على موقع MotoGP.com (الإنجليزية)
- دينو لومباردي على موقع WorldSBK.com (الإنجليزية)